# Антим Нікомедійський
Антим Нікомедійський (грец. Άνθιμος Α΄ Νικομηδείας, † 302) — єпископ міста Нікомедія (нині Ізміт, Туреччина), ранньохристиянський святий, мученик, за християнські переконання був обезголовлений.
Антим був висвячений 293 року на єпископа Нікомедії. Після того, як хтось зірвав зі стіни наказ імператора Максиміана про переслідування християн, погани ув'язнювали правовірних і змушували їх приносити жертви поганським божкам. Антим, як добрий пастир, скріплював своїх переслідуваних овечок у вірності Христові аж до кінця. Коли ідолопоклонники і його ув'язнили, він мужньо визнав свою віру в Христа і прославив Його мученицькою смертю 302 року, підставивши голову під сокиру поганських мучителів.
- День пам'яті — 3 вересня[1].

## Джерело
- Рубрика Покуття. Календар і життя святих. (дозвіл отримано 9.01.2008)